# Ula Tirso
Ula Tirso (sardinski: Ula) je grad i općina (comune) u pokrajini Oristanu u regiji Sardiniji, Italija. Nalazi se na nadmorskoj visini od 348 metara i ima 570 stanovnika.
 Prostire se na 18,85 km². Gustoća naseljenosti je 30 st/km².
Susjedne općine su: Ardauli, Boroneddu, Busachi, Ghilarza, Neoneli i Ortueri.